# 卡斯珀·格奥尔格·卡尔·瑞华德
卡斯珀·格奥尔格·卡尔·瑞华德（荷蘭語：Caspar Georg Carl Reinwardt，1773年6月5日—1854年3月6日）为荷兰植物学家。

## 生平
他是茂物植物园的创始人及第一任园长。1823年至1845年，他在莱顿大学担任自然哲学教授一职。此外，茂物植物园的植物学期刊《Reinwardtia》即得名于他。

## 以他的名字命名的物种
- 黑蹼树蛙（Rhacophorus reinwardtii）
- 黑头鸫鹛（Turdoides reinwardii）